# Jasmine Flury
Jasmine Flury (Davos, 16 de septiembre de 1993) es una deportista suiza que compite en esquí alpino.
Ganó una medalla de oro en el Campeonato Mundial de Esquí Alpino de 2023, en la prueba de descenso. En la Copa del Mundo consiguió dos victorias y cuatro podios en total.

## Palmarés internacional
| Campeonato Mundial | Campeonato Mundial           | Campeonato Mundial | Campeonato Mundial |
| Año                | Lugar                        | Medalla            | Prueba             |
| ------------------ | ---------------------------- | ------------------ | ------------------ |
| 2023               | Courchevel/Méribel (Francia) | Medalla de oro     | Descenso           |